# Enfärgad brandsvampbagge
Enfärgad brandsvampbagge (Diplocoelus fagi) är en skalbaggsart som beskrevs av Guérin-ménéville 1844. Enfärgad brandsvampbagge ingår i släktet Diplocoelus, och familjen dynsvampbaggar. Enligt den svenska rödlistan är arten nära hotad i Sverige. Arten förekommer på Öland, Götaland och Svealand. Artens livsmiljö är skogslandskap, jordbrukslandskap.